# Complotto contro la Chiesa
Complotto contro la Chiesa è un saggio scritto nel 1962, usando lo pseudonimo Maurice Pinay, da alcuni cattolici messicani tra cui il teologo Joaquín Sáenz Arriaga. Il libro è fortemente critico nei confronti del Concilio Vaticano II ed è stato popolare prevalentemente tra i cattolici tradizionalisti e in particolare i sedevacantisti.

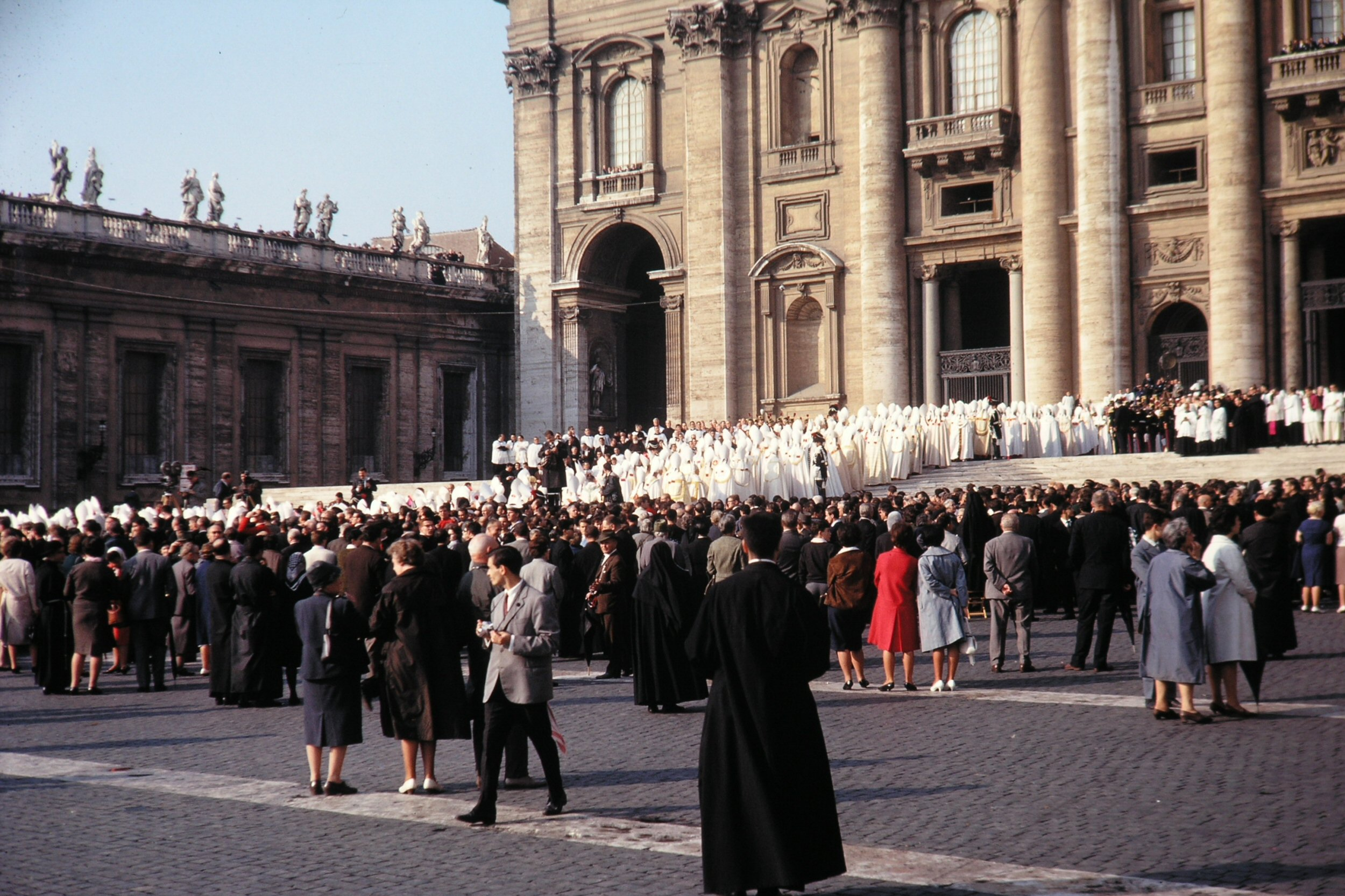
Apertura del Concilio Vaticano II.

## Scopo e contenuto
L'autore, dopo 14 mesi di lavoro, scrisse l'opera in occasione dell'evento del Concilio Vaticano II e fu distribuito ai Padri conciliari con la finalità di capire il messaggio.
Si tratta di avvisare i lettori alla messa in guardia della mediazione di alcuni esponenti importanti della gerarchia ecclesiastica  con l'influsso ebraico per ottenere un'affermazione in favore del dialogo ebraico-cristiano al Concilio. Vengono indicati come nemici della Chiesa di Roma e sostenitori del complotto il comunismo, la massoneria e il calvinismo.

## Edizioni
- Maurice Pinay, Complotto contro la Chiesa, D. Detti, 1962.